# Wiktor Czertkow
Wiktor Pietrowicz Czertkow (ros. Виктор Петрович Чертков; ur. 20 stycznia 1910 w obwodzie briańskim, zm. 24 października 1976) – radziecki filozof, doktor nauk filozoficznych (1956), profesor, specjalista w zakresie dialektyki materialistycznej i materializmu historycznego.

## Życiorys
W 1937 roku ukończył studia w Moskiewskim Instytucie Filozofii, Literatury i Historii, po czym kontynuował naukę na studiach aspiranckich. W latach 1954–1968 był pracownikiem naukowym, następnie kierownikiem katedry materializmu dialektycznego w Instytucie Filozofii Akademii Nauk ZSRR. Od roku 1969 kierował katedrą filozofii Akademii Nauk ZSRR. Był jednym z autorów podręcznika akademickiego z materializmu dialektycznego. Opublikował również rozprawę z filozofii miłości.

## Wybrane publikacje
- О взаимосвязи законов диалектики // Woprosy Fiłosofii. — 1959. — № 1.
- О любви. М., 1964.

Przekłady na język polski
- Wiktor Czertkow, Sawwa Dudel, Iwan Kuzniecow, Michaił Leonow, Teodor Ojzerman, Nikołaj Owczynnikow, i in.: Materializm dialektyczny. Pod ogólną redakcją J.F. Aleksandrowa. Tłumaczyli Halina Zielnikowa, Zdzisław Nieman, Halina Waśkowska, Stanisław Radziszewski. Warszawa: Książka i Wiedza, 1955. Brak numerów stron w książce